# Otophora
Otophora là một chi thực vật thuộc họ Sapindaceae. Một số công trình coi nó là một bộ phận của chi Lepisanthes. Chi này có các loài sau (tuy nhiên danh sách này có thể chưa đủ):
- Otophora unilocularis, (Leenh.) Lo